# Cristiano III del Palatinato-Zweibrücken
Cristiano III, conte palatino di Zweibrücken-Birkenfeld (Strasburgo, 7 novembre 1674 – Zweibrücken, 3 febbraio 1735), fu un membro del casato del Palatinato-Zweibrücken-Birkenfeld, un ramo cadetto del casato di Wittelsbach. Era figlio del conte palatino Cristiano II e di Caterina Agata, contessa di Rappoltstein. Fu duca e conte palatino di Zweibrücken-Birkenfeld dal 1717 al 1731. Nel 1731, ereditò il ducato sovrano del Palatinato-Zweibrücken e diventò quindi conte palatino e duca di Zweibrücken. Fu anche conte di Rappoltstein dal 1699 fino alla sua morte.

## Biografia
Nato a Strasburgo nel 1674, Cristiano era l'unico figlio maschio di quelli avuti dal conte palatino Cristiano II del Palatinato-Zweibrücken-Birkenfeld e da sua moglie, Katharina Agathe von Rappoltstein, a sopravvivere fino all'età adulta.
Iniziò la sua carriera nell'esercito francese nel 1697 e prese in consegna il reggimento alsaziano, combattendo all'assedio di Barcellona, nella fase finale della Guerra della Grande Alleanza. Nel 1699, ereditò la contea di Rappoltstein da sua madre. Nel 1702 diventò maresciallo di campo e nel 1704 fu promosso al grado di tenente generale. Eccelse militarmente alla battaglia di Oudenaarde nel 1708.
Alla morte di suo padre, nel 1717, lasciò l'esercito per assumere l'amministrazione di Zweibrücken-Birkelfeld, che era una piccola parte della contea di Sponheim. Nel 1731 morì senza figli Gustavo del Palatinato-Zweibrücken, conte palatino di Zweibrücken, del quale ereditò i territori: le obiezioni di altri parenti furono risolte in un trattato con l'elettore palatino Carlo III Filippo, concluso a Mannheim il 24 dicembre 1733 ed egli ottenne il Palatinato-Zweibrücken.
Morì a Zweibrücken nel 1735 e fu sepolto nella Alexanderkirche a Zweibrücken.

## Matrimonio e figli
Nel 1719, al castello di Lorentzen, sposò Carolina di Nassau-Saarbrücken (1704-1774), da cui ebbe quattro figli:
- Carolina (1721-1774), sposò Luigi IX d'Assia-Darmstadt (1719-1790);
- Cristiano (1722-1775), sposò morganaticamente Maria Johanna Camasse;
- Federico Michele (1724-1767), sposò la principessa Maria Francesca del Palatinato-Sulzbach
- Cristiana Enrichetta (1725-1816), sposò il principe Carlo Augusto di Waldeck-Pyrmont (1704-1763).

## Ascendenza
|                                                    |                                                      |                                        | Genitori                                   |  |  | Nonni |  |  | Bisnonni                                      |  |  | Trisnonni                           |  |
|                                                    |                                                      |                                        |                                            |  |  |       |  |  | Carlo I del Palatinato-Zweibrücken-Birkenfeld |  |  | Volfango del Palatinato-Zweibrücken |  |
|                                                    |                                                      |                                        |                                            |  |  |       |  |  | Carlo I del Palatinato-Zweibrücken-Birkenfeld |  |  | Volfango del Palatinato-Zweibrücken |  |
|                                                    |                                                      | Anna d'Assia                           |                                            |  |  |       |  |  | Carlo I del Palatinato-Zweibrücken-Birkenfeld |  |  |                                     |  |
| Cristiano I del Palatinato-Birkenfeld-Bischweiler  |                                                      |                                        |                                            |  |  |       |  |  | Carlo I del Palatinato-Zweibrücken-Birkenfeld |  |  |                                     |  |
|                                                    |                                                      | Dorotea di Brunswick-Luneburg          | Guglielmo il Giovane di Brunswick-Lüneburg |  |  |       |  |  |                                               |  |  |                                     |  |
|                                                    |                                                      | Dorotea di Brunswick-Luneburg          | Guglielmo il Giovane di Brunswick-Lüneburg |  |  |       |  |  |                                               |  |  |                                     |  |
|                                                    |                                                      | Dorotea di Brunswick-Luneburg          | Dorotea di Danimarca                       |  |  |       |  |  |                                               |  |  |                                     |  |
| Cristiano II del Palatinato-Zweibrücken-Birkenfeld |                                                      | Dorotea di Brunswick-Luneburg          |                                            |  |  |       |  |  |                                               |  |  |                                     |  |
|                                                    |                                                      | Giovanni II del Palatinato-Zweibrücken | Giovanni I del Palatinato-Zweibrücken      |  |  |       |  |  |                                               |  |  |                                     |  |
|                                                    |                                                      | Giovanni II del Palatinato-Zweibrücken | Giovanni I del Palatinato-Zweibrücken      |  |  |       |  |  |                                               |  |  |                                     |  |
|                                                    |                                                      | Giovanni II del Palatinato-Zweibrücken | Maddalena di Jülich-Kleve-Berg             |  |  |       |  |  |                                               |  |  |                                     |  |
| Maddalena Caterina del Palatinato-Zweibrücken      |                                                      | Giovanni II del Palatinato-Zweibrücken |                                            |  |  |       |  |  |                                               |  |  |                                     |  |
|                                                    |                                                      | Caterina di Rohan                      | Renato II di Rohan                         |  |  |       |  |  |                                               |  |  |                                     |  |
|                                                    |                                                      | Caterina di Rohan                      | Renato II di Rohan                         |  |  |       |  |  |                                               |  |  |                                     |  |
|                                                    |                                                      | Caterina di Rohan                      | Catherine de Parthenay                     |  |  |       |  |  |                                               |  |  |                                     |  |
| Cristiano III del Palatinato-Zweibrücken           |                                                      | Caterina di Rohan                      |                                            |  |  |       |  |  |                                               |  |  |                                     |  |
|                                                    | Giorgio Federico di Rappoltstein-Hohenack-Geroldseck | …                                      |                                            |  |  |       |  |  |                                               |  |  |                                     |  |
|                                                    | Giorgio Federico di Rappoltstein-Hohenack-Geroldseck | …                                      |                                            |  |  |       |  |  |                                               |  |  |                                     |  |
|                                                    | Giorgio Federico di Rappoltstein-Hohenack-Geroldseck | …                                      |                                            |  |  |       |  |  |                                               |  |  |                                     |  |
| Giovanni Giacomo di Rappoltstein                   | Giorgio Federico di Rappoltstein-Hohenack-Geroldseck |                                        |                                            |  |  |       |  |  |                                               |  |  |                                     |  |
|                                                    |                                                      | Anna di Salm-Kyrburg                   | …                                          |  |  |       |  |  |                                               |  |  |                                     |  |
|                                                    |                                                      | Anna di Salm-Kyrburg                   | …                                          |  |  |       |  |  |                                               |  |  |                                     |  |
|                                                    |                                                      | Anna di Salm-Kyrburg                   | …                                          |  |  |       |  |  |                                               |  |  |                                     |  |
| Caterina Agata di Rappoltstein                     |                                                      | Anna di Salm-Kyrburg                   |                                            |  |  |       |  |  |                                               |  |  |                                     |  |
|                                                    |                                                      | Giovanni Casimiro di Salm-Kyrburg      | …                                          |  |  |       |  |  |                                               |  |  |                                     |  |
|                                                    |                                                      | Giovanni Casimiro di Salm-Kyrburg      | …                                          |  |  |       |  |  |                                               |  |  |                                     |  |
|                                                    |                                                      | Giovanni Casimiro di Salm-Kyrburg      | …                                          |  |  |       |  |  |                                               |  |  |                                     |  |
| Anna Claudia di Salm-Kyrburg                       |                                                      | Giovanni Casimiro di Salm-Kyrburg      |                                            |  |  |       |  |  |                                               |  |  |                                     |  |
|                                                    |                                                      | Dorotea di Solms-Laubach               | …                                          |  |  |       |  |  |                                               |  |  |                                     |  |
|                                                    |                                                      | Dorotea di Solms-Laubach               | …                                          |  |  |       |  |  |                                               |  |  |                                     |  |
|                                                    |                                                      | Dorotea di Solms-Laubach               | …                                          |  |  |       |  |  |                                               |  |  |                                     |  |
|                                                    |                                                      | Dorotea di Solms-Laubach               |                                            |  |  |       |  |  |                                               |  |  |                                     |  |